# Tennessin
Tennessin (tidl. også kaldet eka-astat og ununseptium) er et grundstof med atomnummer 117 i det periodiske system, og det kemiske symbol Ts. Dette stof findes ikke i naturen, men kan fremstilles i uhyre beskedne mængder ad gangen i laboratorier. Den 9. juni 2016 blev navnet på tennessin (engelsk: tennessine) offentliggjort af IUPAC, grundstoffet er opkaldt efter den amerikanske delstat Tennessee.
Den 30. december 2015 godkendte IUPAC eksistensen af grundstof nummer 117. De gav forskningscentrene Oak Ridge og Lawrence Livermore i USA og Dubna i Rusland retten til at navngive grundstof nummer 117 efter et mytologisk begreb, et mineral, et sted eller land, en egenskab eller en forsker. Efter navneforslaget blev offentliggjort, havde folk fem måneder til at gøre indsigelser, før navnet blev permanent.
Kemisk Forenings Nomenklaturudvalg vedtog den 2. december 2016 at anbefale det danske navn tennessin.

## Udførte syntetiseringsforsøg
Det Forenede institut for kerneforskning i Dubna i Rusland har udført nogle forsøg med at lade kerner af eksisterende grundstoffer kollidere; på denne måde har man fremstillet talrige andre supertunge grundstoffer. Med henblik på fremstilling af tennessin accelererede man 48Ca-kerner mod et folie af 249Bk, og 50Ti-kerner mod et folie af 243Am.